# アンセムズ・オブ・リベリオン
『アンセムズ・オブ・リベリオン』（Anthems of Rebellion）は、スウェーデンのメロディックデスメタル・バンド、アーチ・エネミーが2003年に発表した5作目のスタジオ・アルバム。アンジェラ・ゴソウ加入後としては2作目に当たる。

## 背景
収録曲「エンド・オブ・ザ・ライン」と「デヒューマナイゼーション」では、クリストファー・アモットによるメロディック・ボーカルが導入されており、バンドの中心人物マイケル・アモットは「いつもと違う味を加えてみたかった」「彼がそういうスタイルで歌えると分かったことで、バンドは新しい楽器を手に入れたと思っている」「メインはあくまで、アンジェラの凶悪なボーカル・スタイルさ」と語っている。前作『ウェイジズ・オブ・シン』（2001年）でエンジニアリングやミキシングに貢献したアンディ・スニープが、本作ではプロデューサーとしてもクレジットされた。

## 反響・評価
バンドの拠点であるスウェーデンでは、2003年9月5日付のアルバム・チャートで60位を記録し、同国において初のアルバム・チャート入りを果たした。アメリカでは、総合アルバム・チャートのBillboard 200入りは果たせなかったが、『ビルボード』のインディペンデント・アルバム・チャートでは15位、トップ・ヒートシーカーズでは26位を記録した。
トッド・クリステルはオールミュージックにおいて5点満点中2.5点を付け「アンジェラ・ゴソウのボーカルは獰猛で、前任のヨハン・リーヴァよりも幾分優れているが、一本調子なことも多く、バンド・サウンドと完全に一体化できていない」と評している。Blabbermouth.netのレビューでは10点満点中7.5点が付けられ「彼女（ゴソウ）加入時の過剰な喧伝や期待に反して、彼女の声は中音域を主体とした他のグロウル・ボーカリストほどの殺傷力はない」「バンドの実力が完全に発揮されていない」と評されている。一方、『オーランド・ウィークリー』紙のレビューでは「マイケル&クリストファーのアモット兄弟によるギターは、メロディと苛烈な重厚さの両方に関して高水準だが、アーランドソンによる規格外のドラミングと、ゴソウによる特徴的な不気味さがなければ、単に『優れたメタル・アルバム』で終わっていたかもしれない。そうした強力なメンバーの存在により、本作は驚異的な作品となった」と評されている。
収録曲「デッド・アイズ・シー・ノー・フューチャー」は、2005年の映画『アローン・イン・ザ・ダーク』のサウンドトラック・アルバムにも収録された。

## 収録曲
1. ティア・ダウン・ザ・ウォールズ - Tear Down the Walls – 0:32
  - 作曲：マイケル・アモット
2. サイレント・ウォーズ - Silent Wars – 4:14
  - 作詞：アンジェラ・ゴソウ／作曲：マイケル・アモット、クリストファー・アモット
3. ウィ・ウィル・ライズ - We Will Rise – 4:06
  - 作詞：マイケル・アモット／作曲：マイケル・アモット、クリストファー・アモット
4. デッド・アイズ・シー・ノー・フューチャー - Dead Eyes See No Future – 4:14
  - 作詞：アンジェラ・ゴソウ、マイケル・アモット／作曲：マイケル・アモット、クリストファー・アモット
5. インスティンクト - Instinct – 3:36
  - 作詞・作曲：マイケル・アモット
6. リーダー・オブ・ザ・ラッツ - Leader of the Rats – 4:20
  - 作詞：アンジェラ・ゴソウ、マイケル・アモット／作曲：マイケル・アモット、クリストファー・アモット、シャーリー・ダンジェロ
7. イグジスト・トゥ・イグジット - Exist to Exit – 5:22
  - 作詞：アンジェラ・ゴソウ、マイケル・アモット／作曲：マイケル・アモット、クリストファー・アモット、ダニエル・アーランドソン
8. マーチング・オン・ア・デッド・エンド・ロード - Marching on a Dead End Road – 1:16
  - 作曲：クリストファー・アモット
9. ディスピカブル・ヒーローズ - Despicable Heroes – 2:12
  - 作詞：アンジェラ・ゴソウ／作曲：マイケル・アモット、ダニエル・アーランドソン
10. エンド・オブ・ザ・ライン - End of the Line – 3:35
  - 作詞：マイケル・アモット／作曲：マイケル・アモット、クリストファー・アモット
11. デヒューマナイゼーション - Dehumanization – 4:15
  - 作詞：アンジェラ・ゴソウ／作曲：マイケル・アモット
12. アンセム - Anthem – 0:56
  - 作曲：マイケル・アモット
13. セインツ・アンド・シナーズ - Saints and Sinners – 4:41
  - 作詞：アンジェラ・ゴソウ、マイケル・アモット／作曲：マイケル・アモット

### 日本初回盤ボーナス・ディスク
ヨーロッパ初回盤(CM 77483-2)のボーナス・ディスクは、「イグジスト・トゥ・イグジット」の5.1ミックスを除く5トラック入りである。
オーディオ・トラック
1. ラメント・オブ・ア・モータル・ソウル（ライヴ） - Lament of a Mortal Soul
2. ビハインド・ザ・スマイル（ライヴ） - Behind the Smile
3. ディヴァ・サタニカ（ライヴ） - Diva Satanica

DTSトラック
1. イグジスト・トゥ・イグジット（5.1ミックス） - Exist to Exit
2. リーダー・オブ・ザ・ラッツ（5.1ミックス） - Leader of the Rats
3. デッド・アイズ・シー・ノー・フューチャー（5.1ミックス） - Dead Eyes See No Future

## 参加ミュージシャン
- アンジェラ・ゴソウ - リード・ボーカル
- マイケル・アモット - リードギター、リズムギター、バッキング・ボーカル
- クリストファー・アモット - リードギター、リズムギター、アコースティック・ギター、クリーン・ボーカル
- シャーリー・ダンジェロ - ベース
- ダニエル・アーランドソン - ドラムス

アディショナル・ミュージシャン
- ペル・ヴィバリ - メロトロン、ピアノ、キーボード
- ニック・マリンソン - ヴォイス(on #1)